# Bohdan John Danylo
Bohdan John Danylo (Giżycko, 27 maggio 1971) è un vescovo cattolico polacco, dal 7 agosto 2014 eparca di San Giosafat di Parma.

## Biografia
Bohdan John Danylo è nato a Giżycko, in Polonia, il 27 maggio 1971.

### Formazione e ministero sacerdotale
È cresciuto a Przemyśl dove ha frequentato la sua scuola primaria e secondaria. Nel 1990, dopo essersi diplomato al liceo, è entrato nel seminario metropolitano di Lublino. Ha studiato filosofia all'Università Cattolica di Lublino. Nel 1992 è emigrato con la famiglia negli Stati Uniti d'America e ha proseguito gli studi teologici presso l'Università Cattolica d'America di Washington come alunno del seminario cattolico ucraino "San Giosafat" della stessa città. Nel 1996 si è laureato in teologia.
Il 1º ottobre 1996 è stato ordinato presbitero per l'eparchia di Stamford nella cappella del seminario "San Basilio il Grande" di Stamford da monsignor Basil Harry Losten. In seguito è stato vicario parrocchiale della parrocchia di San Michele a Hartford dal 1996 al 1997; prefetto degli studenti e procuratore del collegio del seminario "San Basilio" dal 1997 al 2001 e vice rettore seminario dello stesso dal 2001 al 2004. Ha proseguito gli studi all'Accademia teologica ortodossa "San Vladimiro" di Crestwood e poi alla Pontificia università "San Tommaso d'Aquino" a Roma dove nel 2005 ha conseguito la licenza in teologia. Nel settembre dello stesso anno è tornato in diocesi e poi è stato nominato rettore del seminario "San Basilio il Grande" di Stamford.
È stato anche animatore vocazionale a livello eparchiale, segretario della commissione patriarcale del clero della Chiesa greco-cattolica ucraina, membro del gruppo di lavoro per l'attuazione della Strategia di sviluppo della Chiesa greco-cattolica ucraina "Living Parish - a meeting place with the living Christ" e direttore dell'Associazione dei cattolici ucraini in America.
Il 12 agosto 2007 l'eparca Paul Patrick Chomnycky gli ha conferito il titolo di "reverendo arciprete".

### Ministero episcopale
Il 7 agosto 2014 papa Francesco lo ha nominato eparca di San Giosafat di Parma. Ha ricevuto l'ordinazione episcopale il 4 novembre successivo nella cattedrale di San Giosafat a Parma dall'arcivescovo maggiore di Kiev-Halyč Svjatoslav Ševčuk, co-consacranti l'eparca di Stamford Paul Patrick Chomnycky e il vescovo ausiliare di Filadelfia John Bura. Durante la stessa celebrazione ha preso possesso dell'eparchia.
Nel febbraio del 2020 ha compiuto la visita ad limina.
Parla inglese, ucraino, polacco e russo.

## Genealogia episcopale
La genealogia episcopale è:
- Patriarca Geremia II Tranos
- Arcivescovo Michal Rahoza
- Arcivescovo Hipacy Pociej
- Arcivescovo Iosif Rucki
- Arcivescovo Antin Selava
- Arcivescovo Havryil Kolenda
- Arcivescovo Kyprian Žochovs'kyj
- Arcivescovo Lev Zaleski
- Arcivescovo Jurij Vynnyc'kyj
- Arcivescovo Luka Lev Kiszka
- Vescovo György Bizánczy
- Vescovo Inocențiu Micu-Klein, O.S.B.M.
- Vescovo Mihály Emánuel Olsavszky, O.S.B.M.
- Vescovo Vasilije Božičković, O.S.B.M.
- Vescovo Grigore Maior, O.S.B.M.
- Vescovo Ioan Bob
- Vescovo Samuel Vulcan
- Vescovo Ioan Lemeni
- Arcivescovo Spyrydon Lytvynovyč
- Arcivescovo Josyf Sembratowicz
- Cardinale Sylwester Sembratowicz
- Arcivescovo Julian Kuiłovskyi
- Arcivescovo Andrej Szeptycki, O.S.B.M.
- Cardinale Josyp Ivanovyč Slipyj
- Cardinale Ljubomyr Huzar, M.S.U.
- Arcivescovo Ihor Voz'njak, C.SS.R.
- Arcivescovo Svjatoslav Ševčuk
- Vescovo Bohdan John Danylo